# Athanasius Kalnofoysky

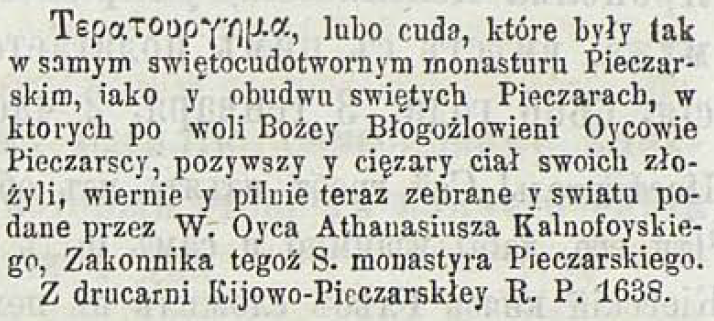
Teraturgema

Athanasius Kalnofoysky (polnisch Athanasiusz Kalnofoysky, ukrainisch Атанасій Кальнофойський) war Autor des Teraturgema, einer theologischen Schrift von 1638.

## Leben
Über die Person von Athanasius gibt es keine Informationen. Wahrscheinlich stammte er aus Galizien. Sein Vater war möglicherweise Gabriel Kalnofoysky, ein Wohltäter des Kiewer Höhlenklosters. Athanasius war Mönch im Höhlenkloster.

## Teraturgema
Von Athanasius ist die Schrift Teraturgema (ΤΕΡΑΤΟΥΡΓΗΜΑ) von 1638 erhalten. Sie ist in polnischer Sprache geschrieben und beschreibt 64 Wunder im Kiewer Höhlenkloster und dessen Umgebung von 1594 bis 1637. Sie sollte die Behauptung der mit Rom unierten Kirchen unter dem Einfluss der Jesuiten widerlegen, in orthodoxen Kirchen geschähen keine Wunder mehr. Sie beschreibt auch historische Ereignisse der Vergangenheit und die Topographie von Kiew. Auch den Kosakenaufstand erwähnt sie. Athanasius schreibt dabei aus orthodoxer und pro-ukrainischer Perspektive.
Die Teraturgema setzt die Schrift Paterikon des Metropoliten Silvester Kossow von 1635 fort und erschien im Kollegium von Petro Mohyla.
Athanasius war Mitautor des Werkes Beschreibung der Wunder der Ikone der Gottesmutter von Koljatizk von Hilarion Denisowitsch.

## Ausgaben
- Kalnofoysky Athanasius. ΤΕΡΑΤΟΥΡΓΗΜΑ lubo cuda… (Memento vom 12. Dezember 2013 im Internet Archive) Kijow, 1638.
- Teraturgema. 1638. In: Seventeenth-Century Writings on the Kievan Caves Monastery (= Harvard Library of Early Ukrainian Literature. Texts. 4). Distributed by the Harvard University Press for the Ukrainian Research Institute of Harvard University, Cambridge MA 1987, ISBN 0-916548-24-5.